# European Nations Cup Derde Divisie 2012/14
De European Nations Cup Derde Divisie 2012/14 is het 9e seizoen van de Derde Divisie van de Europe Nations Cup, de op twee na en tevens het laagste niveau in de ENC.
De Derde Divisie bestaat uit 3 landen die een volledige competitie over twee jaar spelen.
Na een halve competitie wordt de stand opgemaakt om een kampioen uit te roepen van de Divisie.
Na de tweede helft wordt de stand van de afgelopen halve competitie gebruikt om de kampioen te bepalen en de stand van de volledige competitie voor de promotie naar de Tweede Divisie.
In tegenstelling tot de Eerste en Tweede Divisie speelt de Derde Divisie geen rol voor de kwalificatie voor het Wereldkampioenschap rugby 2015

## Puntensysteem
Teams kunnen als volgt punten verdienen:
- 4 punten voor een overwinning
- 2 punten voor een gelijkspel
- 0 punten voor een verloren wedstrijd
- 1 bonus punt voor het scoren van minimaal 4 tries in een wedstrijd
- 1 bonus punt voor het verliezen van een wedstrijd met 7 of minder punten

## Divisie 3

### Seizoen 2012/13

#### Eindstand
| #  | Team         | GW | Win | Gel | Ver | Bon | Pnt | Voor | Tegen | Saldo |
| -- | ------------ | -- | --- | --- | --- | --- | --- | ---- | ----- | ----- |
| 1. | Turkije      | 2  | 2   | 0   | 0   | 2   | 10  | 87   | 9     | 78    |
| 2. | Slowakije    | 2  | 1   | 0   | 1   | 0   | 4   | 31   | 50    | -19   |
| 3. | Azerbeidzjan | 2  | 0   | 0   | 2   | 0   | 0   | 19   | 78    | -59   |

#### Legenda
| Kleur | Kwalificatie voor |
| ----- | ----------------- |
|       | Kampioen 2012/13  |

#### Wedstrijden
|  | 11 november 2012 | Turkije | 34 - 6  | Slowakije | Kemer Kazım Gül Stadium, Antalya     |  |
|  |                  | Try: Alı Bökey Sürer 2 (5', 62'), Salım Çavuş 2 (26', 56'), Kerım Galal (48'), Bayram Erdener (67') Con: Alı Bökey Sürer 2 | verslag | Pen: Michal Kučera (15') · Drop: Michal Kučera (9') · Kaarten: Jan Pfeifer 21' tot 31', · Petr Kalina 37' tot 47' | Scheidsrechter: Frédéric Gracianette |  |

|  | 14 november 2012 | Slowakije | 25 - 16 | Azerbeidzjan                                                                            | Kemer Kazım Gül Stadium, Antalya     |  |
|  | 14:00            | Try: Andrej Rábara (15'), Petr Kozubík (40'), Martin Mihalka (55') Con: Michal Kučera 2 Pen: Michal Kučera 2 (45', 70') | verslag | Try: Renard Aliyev (76') Con: Eldar Nasrullayev Pen: Eldar Nasrullayev 3 (6', 25', 53') | Scheidsrechter: Frédéric Gracianette |  |

| Gestaakt in 65e minuut | 17 november 2012 | Turkije | 53 - 3 (65') | Azerbeidzjan | Kemer Kazım Gül Stadium, Antalya     |  |
|                        | 14:00            | Try: Zakir Kalabas 3 (12', 30', 47'), Ogun Boz (15'), Ramazan Kilickaya (31'), Mustafa Kurt (36'), Alper Topal (44'), Alı Bökey Sürer (57') Con: Alı Bökey Sürer 5 Pen: Alı Bökey Sürer (7') | verslag      | Pen: Eldar Nasrullayev (18') · Kaarten: Parvin Keygubadi 9' tot 19', · Ilgar Gubadov 28' tot 38', · Ibraham Abzotov 35' tot 45' | Scheidsrechter: Frédéric Gracianette |  |

### Seizoen 2013/14

#### Eindstand
| #  | Team         | GW | Win | Gel | Ver | Bon | Pnt | Voor | Tegen | Saldo |
| -- | ------------ | -- | --- | --- | --- | --- | --- | ---- | ----- | ----- |
| 1. | Turkije      | 2  | 2   | 0   | 0   | 2   | 10  | 86   | 6     | 80    |
| 2. | Slowakije    | 2  | 1   | 0   | 1   | 0   | 4   | 21   | 65    | -44   |
| 3. | Azerbeidzjan | 2  | 0   | 0   | 2   | 0   | 0   | 13   | 49    | -36   |

#### Legenda
| Kleur | Kwalificatie voor |
| ----- | ----------------- |
|       | Kampioen 2013/14  |

#### Wedstrijden
|  | 17 november 2013 | Slowakije                                                                               | 18 - 10 | Azerbeidzjan                                                                         | Bratislava                    |  |
|  | 14:00            | Try: Marek Ujček (65'c), Sam Morgan (78') Con: Daniel Puha Pen: Daniel Puha 2 (6', 37') | verslag | Try: Turel Useynov (34'), · Ilqar Gubadov (44') · Kaarten: Rauf Mahmudla 19' tot 29' | Scheidsrechter: Csaba Priskin |  |

|  | 20 november 2013 | Turkije | 31 - 3  | Azerbeidzjan              | Bratislava                   |  |
|  | 14:00            | Try: Erkut Levent Durmuş 2 (2'c, 10'), · Yasin Bakar (35'), · Mert Zapçı (40'c), · Zakir Kalabaş (45'c) · Con: Ali Bökeyhan Sürer 3 · Kaarten: Toygun Yıldırım 21' tot 31' | verslag | Drop: Ilqar Gubadov (28') | Scheidsrechter: Štepán Cekal |  |

|  | 23 november 2013 | Slowakije                                                   | 3 - 55  | Turkije | Bratislava                  |  |
|  | 14:00            | Pen: Daniel Puha (11') · Kaarten: Pavel Kozubík 58' tot 68' | verslag | Try: Muhammet Bozkurt 3 (14'c, 17', 40'c), · Ali Bökeyhan Sürer 2 (25', 63'), · Mert Zabçı 2 (37'c, 52'), · İbrahim Demircan (47'c), · Zakir Kalabaş (80'+5'c) · Con: Ali Bökeyhan Sürer 5 · Kaarten: Ogün Boz 80' tot 80' | Scheidsrechter: Matej Razga |  |

### Gecombineerde stand (2012–2014)

#### Eindstand
| #  | Team         | GW | Win | Gel | Ver | Bon | Pnt | Voor | Tegen | Saldo |
| -- | ------------ | -- | --- | --- | --- | --- | --- | ---- | ----- | ----- |
| 1. | Turkije      | 4  | 4   | 0   | 0   | 4   | 20  | 173  | 15    | 158   |
| 2. | Slowakije    | 4  | 2   | 0   | 2   | 0   | 8   | 52   | 115   | -63   |
| 3. | Azerbeidzjan | 4  | 0   | 0   | 4   | 0   | 0   | 32   | 127   | -95   |

#### Legenda
| Kleur | Kwalificatie voor        |
| ----- | ------------------------ |
|       | Promotie naar Divisie 2D |